# Ljod
Ljod (russisk: Лёд) er en russisk spillefilm fra 2018 af Oleg Trofim.

## Medvirkende
- Aglaja Tarasova som Nadezjda Aleksandrovna 'Nadja' Lapsjina
- Diana Jenakajeva som Nadja Lapsjina
- Aleksandr Petrov som Alexander Arkadjevitj 'Sasja' Gorin
- Miloš Biković som Vladimir Borisovitj 'Vova' Leonov
- Marija Aronova som Irina Sergejevna Sjatalina